# Pablo Cáceres Rodríguez
Pablo Cáceres Rodríguez (Montevideo, 22 d'abril del 1985) és un exfutbolista uruguaià que jugava com a defensa.
Pablo Cáceres va jugar 18 partits a la Bundesliga i cinc a la 2. Bundesliga amb el MSV Duisburg fins que va fitxar pel club xipriota de l'AC Omonia.
El 2011 va signar un contracte amb el RCD Mallorca de la lliga BBVA.